# Pu Szung-ling
Pu Szung-ling (hagyományos kínai: 蒲松齡; egyszerűsített kínai: 蒲松龄; pinjin hangsúlyjelekkel: Pú Sōnglíng; Csecsuan, 1640. június 5. – 1715. február 25.) kínai író. A fantasztikus-realista novella típusának megteremtője a klasszikus kínai irodalomban.

## Élete
Pu Szung-ling (Pu Songling) 1640-ben született Santung (Shandong) tartomány Cecsuan (Zichuan) (淄川) nevű kisvárosában, a Ming-dinasztia uralkodásának végen. Nagy múltú, írástudó családból származott, de már apja se tudta letenni a hivatali vizsgákat, kereskedőnek állt, földjét felosztotta gyermekei között.
Pu Szung-ling (Pu Songling) szigorú konfuciánus nevelésben részesült, a hagyományos kínai vizsgarendszer első fokozatát letette (hsziu-caj (xiucai) (秀才) lett), de ez még nem jogosította fel hivatal betöltésére. A magasabb csü-zsen (quren) fokozatot csak halála előtt nem sokkal szerezte meg. Tanulmányi kudarcát számtalan versben megörökítette (pl. Kósza gondolatok). Visszatért szülőföldjére, és haláláig (1715) a mai Pacsajcsuang (Bazhaichuang) nevű faluban élt. Tanítóskodásból tartotta fönn magát.

## Munkássága
Több kötetnyi értekezést, verset és színdarabot írt, Hszing-si jin-jüan csuan (Xingshi yinyuan zhuan) (醒世姻緣傳; Egy házasság intő példája) címmel egy regény is fűződik a nevéhez.
Hírnevét azonban fő művének, a Liao-csaj cse-ji (Liao-csaj furcsa történetei, hagyományos kínai: 聊齋誌異; egyszerűsített kínai: 聊斋志异; pinjin: Liáozhāi zhìyì) című novellagyűjteménynek köszönheti. A kötet 413 vegyes stílusú írást tartalmaz. Egy része régi írott forrásokból merít: az Északi Szung-korban (960-1127) összeállított Taj-ping kuang-csi-ból, amely több száz kötetben gyűjtötte össze a Tang- (618-907) és az öt dinasztia-korának (907-960) több ezer történetét. Másik része népi eredetű: legendák, kísértethistóriák művészi igényű feldolgozása. Parasztok, kereskedők, egyszerű emberek és csavargók meséit gyűjtötte, a helybeliek Kusi mi (Gushu mi)-nek (azaz Történetek megszállottjának) nevezték. A történeteivel a fantasztikum és a szatíra segítségével a klasszikus kínai novella-irodalom – a Tang-korban kialakult csuan-csi (különös történet) szépprózai műfaj – csúcsát érte el.
A kötet hosszú ideig kéziratban maradt, csak jóval halála után, 1766-ban jelent meg először nyomtatásban. Novelláit majd húsz nyelvre fordították le. Magyarul első önálló kötete 1959-ben jelent meg Furcsa históriák címmel, amely leghíresebb novelláit tartalmazza.
További művei:
- Zsi-jung szu-ce (Riyong suzi) (日用俗字; Hétköznapi kifejezések), a korabeli falusi élet „kincset érő” forrása.
- Nung-szang csing (Nongsan jing) (A földművelés és selyemhernyó-tenyésztés kánonja).
- Tu-jü csu-csia (Tuyu zhujia) (Nyelvjárási értelmező jegyzet), afféle tájszótár.

## Magyarul megjelent művei

### Önálló kötetek
- Pu Szung-ling: Furcsa históriák. Budapest, Magyar Helikon Könyvkiadó, 1959. (Válogatta, fordította, utószóval és jegyzetekkel ellátta Tőkei Ferenc, illusztrálta Vincze Lajos.) (Válogatás a szerző Liao-csaj cse-ji c. novellagyűjteményéből)
- Pu Szung-ling: A pokolbíró. Kísértethistóriák és más különös történetek. Budapest, Nippon, 1995. Fordította, az utószót és a jegyzeteket Tőkei Ferenc írta. (A Furcsa históriák második, átdolgozott kiadása.)
- Pu Szung-ling: A templom démona – Száznyolc elbeszélés Liao-csaj furcsa históriáiból. Budapest, Terebess, 1997. Válogatta, fordította és az elő- és utószót Tokaji Zsolt írta. Terebess
- A Különös történetek novelláiból; vál., ford. Tokaji Zsolt, Tőkei Ferenc, szószedet Tokaji Zsolt; Balassi, Bp., 1997 (Kínai-magyar irodalmi gyűjtemény, 2/9)
- Pu Szung-ling: A Csevej-lak hihetetlen történetei Budapest, Fapadoskonyv.hu, 2010. Válogatta, fordította és az elő- és utószót Tokaji Zsolt írta. (A templom démona második kiadása.)

### Folyóiratokban, antológiákban megjelent művei
- Pu Song-ling: Előszó a Liao-csaj furcsa történetei-hez. In A szépség szíve – Régi kínai esztétikai írások. Budapest, Gondolat, 1973. (Válogatta, fordította és a jegyzeteket írta Tőkei Ferenc, a verseket Szerdahelyi István fordította.)
- Pu Songling (Pu Szung-ling): Gong, a halhatatlan. In Átváltozások, 16. szám. 1999. Kalmár Éva fordítása.